# Rumex sibiricus
Rumex sibiricus là một loài thực vật có hoa trong họ Rau răm. Loài này được Hultén miêu tả khoa học đầu tiên năm 1928.